# Mongolia na Letnich Igrzyskach Olimpijskich 2008
Mongolię na Letnich Igrzyskach Olimpijskich 2008 reprezentowało 29 sportowców w 7 dyscyplinach.
Był to 11. start reprezentacji Mongolii na letnich igrzyskach olimpijskich. Cztery zdobyte medale były najlepszym wynikiem Mongolii w historii występów na letnich igrzyskach.

## Zdobyte medale
| Medal  | Zawodnik                | Dyscyplina sportowa | Konkurencja                        | Wynik                                             |
| ------ | ----------------------- | ------------------- | ---------------------------------- | ------------------------------------------------- |
| Złoto  | Najdangijn Tüwszinbajar | Judo                | do 100 kg mężczyzn                 | W finałowej walce pokonał Kazacha Aschat Żitkajew |
| Złoto  | Enchbatyn Badar-Uugan   | Boks                | waga kogucia (do 54 kg) mężczyzn   | W finałowej walce pokonał Kubańczyka Yankiel León |
| Srebro | Otrjadyn Gündegmaa      | Strzelectwo         | pistolet sportowy 25 m kobiet      | 792,2 pkt                                         |
| Srebro | Pürewdordżijn Serdamba  | Boks                | waga papierowa (do 48 kg) mężczyzn | W finałowej walce uległ Chińczykowi Zou Shiming   |

## Skład kadry

### Boks
Mężczyźni
| Zawodnik                  | Konkurencja | 1/16                     | 1/8                      | Ćwierćfinał                 | Półfinał                   | Finał                  | Finał   |
| Zawodnik                  | Konkurencja | Przeciwnik Wynik         | Przeciwnik Wynik         | Przeciwnik Wynik            | Przeciwnik Wynik           | Przeciwnik Wynik       | Miejsce |
| ------------------------- | ----------- | ------------------------ | ------------------------ | --------------------------- | -------------------------- | ---------------------- | ------- |
| Pürewdordżijn Serdamba    | 48 kg       |                          | Ronald Serugo W (9-5)    | Amant Ruenroeng W (5-2)     | Yampier Hernández W (8+-8) | Zou Shiming P(0-19)    | srebro  |
| Enchbatyn Badar-Uugan     | 54 kg       | Oscar Valdez W (15-4)    | John Joe Nevin W (9-2)   | Khumiso Ikgopoleng W (15-2) | Veaceslav Gojan W (15-2)   | Yankiel León W' (16-5) | złoto   |
| Zorigbaataryn Enkhzorig   | 57 kg       | Mahdi Ouatine W (10-1)   | Idel Torriente P (9-10)  | Nie awansował               | Nie awansował              | Nie awansował          | 9.      |
| Uranczimegijn Mönch-Erden | 64 kg       | Hastings Bwalya W (12-8) | Boris Gieorgiew W (10-3) | Alexis Vastine P (4-12)     | Nie awansował              | Nie awansował          | 5.      |

### Judo
Mężczyźni
| Zawodnik                   | Konkurencja    | 1/16                 | 1/8                     | Ćwierćfinał      | Półfinał           | Pierwsza runda repasaży | Ćwierćfinał repasaży | Półfinał repasaży | Finał repasaży   | Finał             | Finał   |
| Zawodnik                   | Konkurencja    | Przeciwnik Wynik     | Przeciwnik Wynik        | Przeciwnik Wynik | Przeciwnik Wynik   | Przeciwnik Wynik        | Przeciwnik Wynik     | Przeciwnik Wynik  | Przeciwnik Wynik | Przeciwnik Wynik  | Pozycja |
| -------------------------- | -------------- | -------------------- | ----------------------- | ---------------- | ------------------ | ----------------------- | -------------------- | ----------------- | ---------------- | ----------------- | ------- |
| Chaszbaataryn Cagaanbaatar | do 60 kg       | Gal Yekutiel P       | Nie awansował           | Nie awansował    | Nie awansował      |                         |                      |                   |                  | Nie awansował     | 21.     |
| Gantömöriin Dashdavaa      | do 73 kg       | Ryan Reser W         | Krzysztof Wiłkomirski W | Ali Molomata P   | Nie awansował      | Yūsuke Kanamaru P       | Nie awansował        | Nie awansował     | Nie awansował    |                   | 9.      |
| Damdinsürengiin Nyamkhüü   | do 81 kg       | Guillaume Elmont P   | Nie awansował           | Nie awansował    | Nie awansował      | Giuseppe Maddaloni W    | Srdjan Mrvaljevic W  | Robert Krawczyk W | Roman Hontiuk P  |                   | 5.      |
| Najdangijn Tüwszinbajar    | do 100 kg      |                      | Benjamin Behrla W       | Sungho Jang W    | Mövlud Mirəliyev W |                         |                      |                   |                  | Aschat Żitkajew W | złoto   |
| Makhgalyn Bayarjavkhlan    | powyżej 100 kg | Janusz Wojnarowicz P | Nie awansował           | Nie awansował    | Nie awansował      |                         |                      |                   |                  | Nie awansował     | 21.     |

Kobiety
| Zawodnik                | Konkurencja   | 1/16             | 1/8                  | Ćwierćfinał        | Półfinał          | Pierwsza runda repasaży | Ćwierćfinał repasaży | Półfinał repasaży    | Finał repasaży   | Finał            | Finał   |
| Zawodnik                | Konkurencja   | Przeciwnik Wynik | Przeciwnik Wynik     | Przeciwnik Wynik   | Przeciwnik Wynik  | Przeciwnik Wynik        | Przeciwnik Wynik     | Przeciwnik Wynik     | Przeciwnik Wynik | Przeciwnik Wynik | Pozycja |
| ----------------------- | ------------- | ---------------- | -------------------- | ------------------ | ----------------- | ----------------------- | -------------------- | -------------------- | ---------------- | ---------------- | ------- |
| Mönkhbaataryn Bundmaa   | do 52 kg      | Ana Carrascosa P | Nie awansowała       | Nie awansowała     | Nie awansowała    |                         |                      |                      |                  |                  | 19.     |
| Khishigbatyn Erdenet-Od | do 57 kg      |                  | Giulia Quintavalle P | Nie awansowała     | Nie awansowała    | Yvonne Bönisch P        |                      |                      |                  |                  | 13.     |
| Tümen-Odyn Battögs      | do 63 kg      |                  | Anna von Harner P    | Nie awansowała     | Nie awansowała    |                         |                      |                      |                  |                  | 14.     |
| Lkhamdegd Purevjargal   | do 78 kg      |                  | Yang Xiuli P         | Nie awansowała     | Nie awansowała    | Jelena Proskurakowa W   | M Levesque W         | Edinanci Silva P     | Nie awansowała   |                  | 7.      |
| Dorjgotovyn Tserenkhand | powyżej 78 kg |                  |                      | Carola Uilenhoed W | Lucija Polavder P |                         | Gulczan Isanowa W    | Anne-Sophie Mondière | dalys Ortíz P    |                  | 5.      |

### Lekkoatletyka
Mężczyźni
| Zawodnik           | Konkurencja | Eliminacje | Eliminacje | Ćwierćfinał | Ćwierćfinał | Półfinał | Półfinał | Finał   | Finał   |
| Zawodnik           | Konkurencja | Wynik      | Miejsce    | Wynik       | Miejsce     | Wynik    | Miejsce  | Wynik   | Miejsce |
| ------------------ | ----------- | ---------- | ---------- | ----------- | ----------- | -------- | -------- | ------- | ------- |
| Bat-Ochiryn Ser-Od | maraton     |            |            |             |             |          |          | 2:24,48 | 52.     |

Kobiety
| Zawodnik                | Konkurencja | Eliminacje | Eliminacje | Ćwierćfinał | Ćwierćfinał | Półfinał       | Półfinał       | Finał          | Finał          |
| Zawodnik                | Konkurencja | Wynik      | Miejsce    | Wynik       | Miejsce     | Wynik          | Miejsce        | Wynik          | Miejsce        |
| ----------------------- | ----------- | ---------- | ---------- | ----------- | ----------- | -------------- | -------------- | -------------- | -------------- |
| Batgereliin Möngöntuyaa | 400 m       | 58,14      | 8.         |             |             | Nie awansowała | Nie awansowała | Nie awansowała | Nie awansowała |

### Pływanie
Mężczyźni
| Zawodnik                 | Konkurencja      | Eliminacje | Eliminacje | Półfinał      | Półfinał      | Finał         | Finał         |
| Zawodnik                 | Konkurencja      | Czas       | Miejsce    | Czas          | Miejsce       | Czas          | Miejsce       |
| ------------------------ | ---------------- | ---------- | ---------- | ------------- | ------------- | ------------- | ------------- |
| Boldbaataryn Butekh-Uils | 100 m klasycznym | 1:10,80    | 6.         | Nie awansował | Nie awansował | Nie awansował | Nie awansował |

Kobiety
| Zawodnik                   | Konkurencja   | Eliminacje | Eliminacje | Półfinał       | Półfinał       | Finał          | Finał          |
| Zawodnik                   | Konkurencja   | Czas       | Miejsce    | Czas           | Miejsce        | Czas           | Miejsce        |
| -------------------------- | ------------- | ---------- | ---------- | -------------- | -------------- | -------------- | -------------- |
| Dashtserengiin Saintsetseg | 50 m dowolnym | 29,63      | 5.         | Nie awansowała | Nie awansowała | Nie awansowała | Nie awansowała |

### Podnoszenie ciężarów
Kobiety
| Zawodnik                | Konkurencja | Rwanie | Rwanie  | Podrzut | Podrzut | Razem  | Pozycja |
| Zawodnik                | Konkurencja | Wynik  | Pozycja | Wynik   | Pozycja | Razem  | Pozycja |
| ----------------------- | ----------- | ------ | ------- | ------- | ------- | ------ | ------- |
| Namkhaidorjiin Bayarmaa | -63 kg      | 90 kg  | 12.     | 123 kg  | 10.     | 213 kg | 10.'    |

### Strzelectwo
Kobiety
| Zawodnik           | Konkurencja | Kwalifikacje | Kwalifikacje | Finał          | Finał          |
| Zawodnik           | Konkurencja | Wynik        | Pozycja      | Wynik          | Pozycja        |
| ------------------ | ----------- | ------------ | ------------ | -------------- | -------------- |
| Munkzul Tsogbadrah | ppn 40      | 387          | 3.           | 479,6          | 8.             |
| Otrjadyn Gündegmaa | ppn 40      | 382          | 12.          | Nie awansowała | Nie awansowała |
| Munkzul Tsogbadrah | psp 60      | 581          | 12.          | Nie awansowała | Nie awansowała |
| Otrjadyn Gündegmaa | psp 60      | 590          | 1.           | 792,2          | srebro         |
| Zorigtyn Batkhuyag | kpn 40      | 394          | 22.          | Nie awansowała | Nie awansowała |
| Zorigtyn Batkhuyag | ksp 60      | 570          | 33.          | Nie awansowała | Nie awansowała |

### Zapasy
Mężczyźni - styl wolny
| Zawodnik                  | Konkurencja | Kwalifikacje          | 1/8                | Ćwierćfinał      | Półfinał         | Repesaż 1        | Repesaż 2        | Finał            | Finał   |
| Zawodnik                  | Konkurencja | Przeciwnik Wynik      | Przeciwnik Wynik   | Przeciwnik Wynik | Przeciwnik Wynik | Przeciwnik Wynik | Przeciwnik Wynik | Przeciwnik Wynik | Pozycja |
| ------------------------- | ----------- | --------------------- | ------------------ | ---------------- | ---------------- | ---------------- | ---------------- | ---------------- | ------- |
| Bajaraagijn Naranbaatar   | -55 kg      |                       | Fredy Serrano 0-2  | Nie awansował    | Nie awansował    |                  |                  | Nie awansował    | 16.     |
| Bujandżawyn Batdzorig     | -66 kg      | Heinnrich Barnes 9-2  | Irbek Fariniew 3-5 | Nie awansował    | Nie awansował    |                  |                  |                  | 8.      |
| Czagnaadordżijn Gandzorig | -84 kg      | Nowruz Tiemriezow 1-6 | Nie awansował      | Nie awansował    | Nie awansował    |                  |                  | Nie awansował    | 17.     |

Kobiety - styl wolny
| Zawodnik                 | Konkurencja | Kwalifikacje     | 1/8               | Ćwierćfinał      | Półfinał         | Repesaż 1        | Repesaż 2        | Finał            | Finał   |
| Zawodnik                 | Konkurencja | Przeciwnik Wynik | Przeciwnik Wynik  | Przeciwnik Wynik | Przeciwnik Wynik | Przeciwnik Wynik | Przeciwnik Wynik | Przeciwnik Wynik | Pozycja |
| ------------------------ | ----------- | ---------------- | ----------------- | ---------------- | ---------------- | ---------------- | ---------------- | ---------------- | ------- |
| Cogtbadzaryn Enchdżargal | -48 kg      |                  | Iryna Merłeni 0-5 | Nie awansowała   | Nie awansowała   |                  |                  | Nie awansowała   | 16.     |
| Najdangijn Otgondżargal  | -55 kg      |                  | Tonya Verbeek 0-7 | Nie awansowała   | Nie awansowała   |                  |                  | Nie awansowała   | 16.     |
| Badrachyn Odonczimeg     | -63 kg      |                  | Haiyan Xu 3-9     | Nie awansowała   | Nie awansowała   |                  |                  | Nie awansowała   | 10.     |